# Locke and Key
Vous lisez un « bon article » labellisé en 2023.
Cet article concerne la bande dessinée. Pour la série télévisée, voir Locke and Key (série télévisée).
Locke and Key est une série américaine de comic books d'horreur, créée en 2008 par le scénariste Joe Hill et le dessinateur Gabriel Rodriguez, publiée par IDW.
La série principale met en scène la famille californienne Locke, composée d'une mère et de ses trois enfants. Ils sont contraints d'emménager dans la vieille demeure familiale située en Nouvelle-Angleterre. Dans cette nouvelle maison, ils découvrent des clés magiques et un féroce adversaire qui veut s'en emparer. Une seconde série s’intéresse aux ancêtres de cette famille qui vivent au début du XXe siècle.
Joe Hill imagine cette histoire dès 2004 mais ne trouve un éditeur qu'en 2006. Celui-ci lui présente le dessinateur Gabriel Rodriguez. Ensemble, ils élaborent les concepts, les intrigues, les personnages et les thématiques de la série qui s'achève en 2014. Un nouvel album est ensuite publié en 2022 qui, entre autres, met en scène une incursion dans le monde de la bande dessinée Sandman.
Locke and Key reprend beaucoup de codes du genre horrifique et rend hommage à plusieurs genres de la bande dessinée américaine. Elle explore des thèmes comme la relation entre un père et son fils, le travail de deuil, l'égalité sociale, l'alcoolisme et la puberté.
La série est très bien accueillie par la critique et le public. Elle obtient également plusieurs prix littéraires. Une série télévisée homonyme adapte la série principale de 2020 à 2022. Elle est globalement moins appréciée que l’œuvre originale.

## Univers

### Synopsis

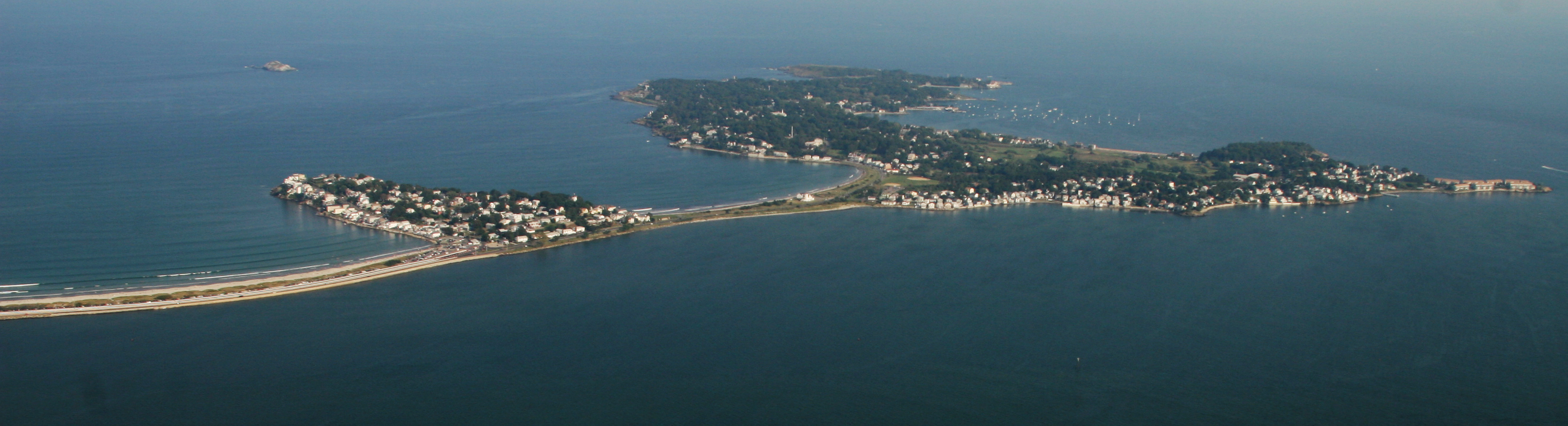
Photo aérienne de Nahant, modèle graphique de la ville fictive de « Lovecraft ».

Née en Californie, la fratrie Locke est de retour dans le manoir ancestral de Keyhouse après la mort violente de leur père durant l'été 2011. Malgré une mère dépressive et alcoolique, les adolescents Tyler et Kinsey et leur petit frère Bode tentent de paraître normaux dans leur nouvel établissement scolaire de la ville de Lovecraft, dans le Massachusetts. Cependant, leur quotidien est très vite perturbé par la découverte de clés étranges et le retour d'un vieil ennemi de la famille,.

### Personnages principaux
- Tyler Locke : c'est le frère ainé. Il est sportif et protecteur[1]. Il était en froid avec son père à l'époque de l'assassinat de celui-ci[a 1] ; c'est l'un des personnages préférés du dessinateur Gabriel Rodriguez[3].
- Bode Locke : c'est le benjamin de la famille. Il est né en 2005[a 2]. Il a un tempérament rêveur et aventureux[1]. c'est à travers son regard que Joe Hill fait comprendre aux lecteurs les fonctionnements de Keyhouse[3].
- Kinsey Locke : c'est la cadette. Elle est rebelle et tient à le faire savoir[1].
- Lucas dit Luke ou Dodge Caravaggio alias Zack Wells : c'est le principal antagoniste de l'histoire. Il souhaite récupérer les clés magiques de Keyhouse[1]. Selon Joe Hill, Dodge, sous sa forme féminine, se révèle être un grand adversaire pour les Locke[3]. L'empreinte qu'il laisse auprès du lecteur est sournoise et fascinante[4].
- Nina Locke : originaire de Californie, elle est la veuve de Rendell et la mère de la fratrie Locke[a 3]. Elle est alcoolique[a 4].
- Duncan Locke : c'est l'oncle de la fratrie Locke. Il enseigne le dessin à Provincetown, une ville située à deux heures de route de Lovecraft[a 5].

### Personnages secondaires

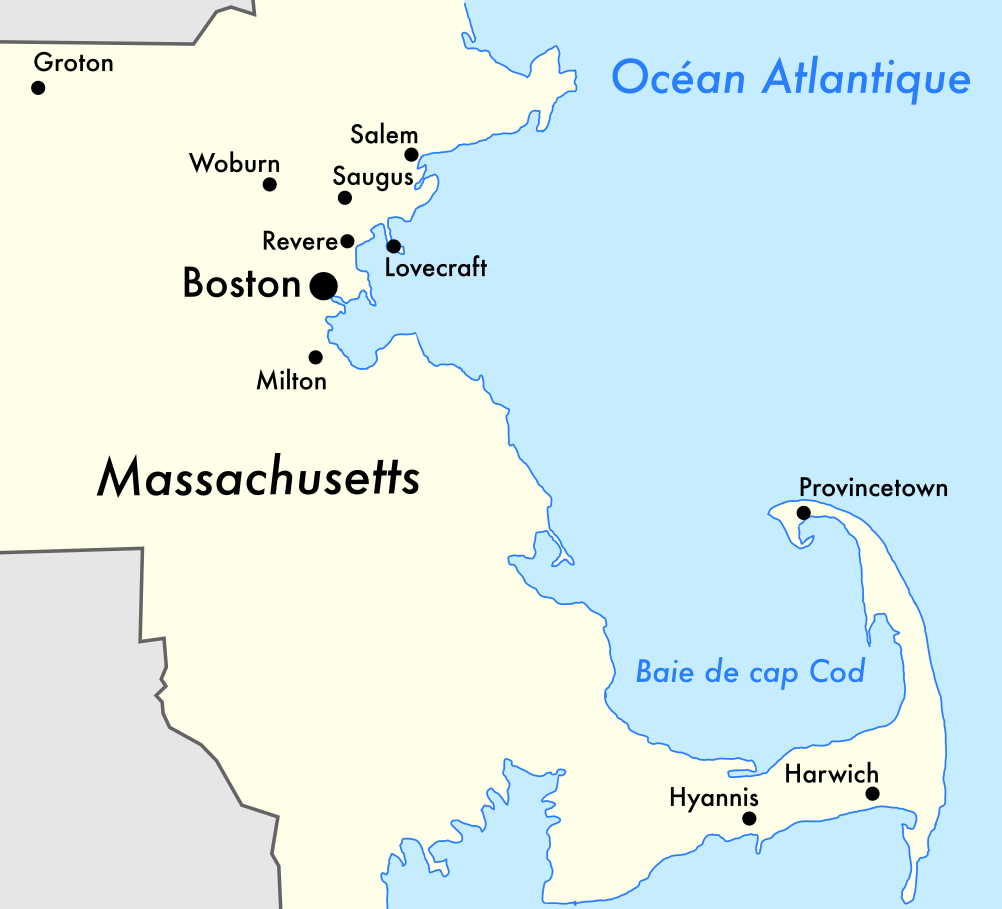
L'Est du Massachusetts (avec uniquement les lieux cités dans les bandes dessinées).

- Rendell dit Renny Locke (1970[a 6] -2011) : il est conseiller en orientation dans un lycée de San Francisco[a 7]. Il est assassiné durant l'été 2011 par Sam Lesser, l'un de ses élèves[a 8].
- Ellie Whedon : elle est la professeur d'éducation sportive du lycée de Lovecraft[a 9]. Ellie est une ancienne camarade de classe de Rendell Locke[a 10].
- Jamal Saturday : c'est un ami de Kinsey au lycée de Lovecraft[a 11].
- Jordan Gates : elle est une riche et rebelle camarade de lycée de Tyler. Il est attiré par elle[a 12].
- Scot Kavanaugh : c'est un ami de Kinsey au lycée de Lovecraft[a 11].
- Erin Voss : elle est une ancienne camarade de classe de Rendell Locke[a 10]. Atteinte d'apathie, elle réside à l'hôpital psychiatrique de Lovecraft[a 13].
- Jacqueline dite Jackie Veda : c'est une amie de Kinsey au lycée de Lovecraft[a 14].
- Samuel dit Sam Lesser : c'est un adolescent maltraité qui va au lycée où travail Rendell Locke[a 15]. Il assassine ce dernier durant les vacances d'été[a 8].
- Daniel Mutuku : c'est un inspecteur de police chargé de la protection de la famille Locke après le meurtre de Rendell. Son nom signifie « Né la nuit » en kamba, une langue du Kenya, son pays d'origine[a 16].
- Rufus Whedon : c'est le fils d'Ellie Whedon. Il souffre d'un trouble psychique. Son père a quitté Ellie pour cette raison[a 17],[a 18].
- Jonathan Tyler dit John, Johnnie ou Jack Locke (1900-1915) : il est le frère jumeau de Mary et fils de Chamberlin et Fiona Locke[b 1].
- Mary Brigid Locke : elle est née en 1900. Elle est la sœur jumelle de Jonathan et fille de Chamberlin et Fiona Locke[b 1]. C'est l'un des personnages préférés de Joe Hill et de Gabriel Rodriguez[3].
- Chamberlin Morse Walton Locke : il est l'époux de Fiona et le père de Jonathan, Mary, Ian et Jean Locke[b 1]. Il décède en 1927[b 2]. Il est l'incarnation de la conscience des Locke selon Gabriel Rodriguez[3].
- Fiona Ingrid Locke (1870-1915) : elle est l'épouse de Chamberlin et la mère de Jonathan, Mary, Ian et Jean Locke[b 1].
- Jean Thompson Locke : elle est la grand-mère de Rendell[a 19]. Elle est née en 1906[Note 2] ; elle décède plusieurs années après la naissance de Kinsey Locke[a 19].
- Kimberley dite Kim Topher : elle est une ancienne camarade de classe de Rendell Locke[a 10]. Elle disparaît en 1988[a 20].
- Mark Cho : il est un ancien camarade de classe de Rendell Locke[a 10]. Il disparaît en 1988[a 20].
- Martin Brinker : il est le capitaine de l'équipe de Hockey sur glace de Lovecraft. Martin est un camarade de classe de Tyler[a 12].
- Joseph Elmore dit Joe Ridgeway III : c'est le vieux professeur de littérature du lycée de Lovecraft. Il enseignait déjà à l'époque où Rendell était lycéen[a 21].
- Brian Rogan : c'est le compagnon de Duncan Locke[a 22].
- Candice Whedon : c'est la mère d'Ellie Whedon. Elle est morte en novembre 2010 alors qu'elle péchait la palourde avec sa fille[a 23].

### Clés principales
Les clés ont été fabriquées par la famille Locke sur plusieurs générations à partir de fragments d'un métal issu d'un autre monde. Une fois forgée, cette matière surnommée « métal chantant » peut donner, selon Joe Hill, « des outils capables d'ouvrir les serrures de la réalité elle-même ».

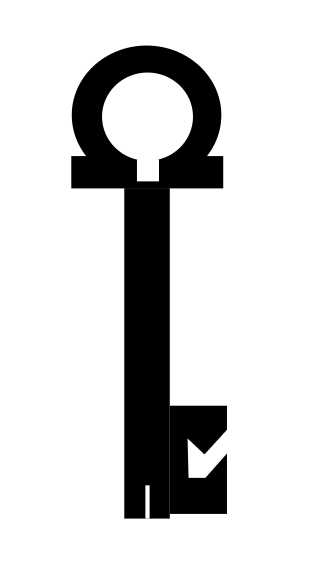
Vision d'artiste de la clé oméga.

Les clés créées entre 1775 et 1799 par Benjamin Pierce Locke, :
- le passepartout : elle transporte vers un lieu qu'on visualise ;
- la clé fantôme : elle sépare l'âme du corps. L'âme est alors libre de se déplacer sans être vue ;
- la clé de genre : elle permet de changer de sexe ;
- la clé de tête : elle permet de scruter les souvenirs d'une personne, mais aussi d'en ajouter ou d'en retirer ;
- la clé d'écho : elle sert à ramener l'esprit d'une personne décédée dans le puits de Keyhouse ;
- la clé oméga : elle ouvre la porte qui conduit au monde des créatures ;
- la clé des ombres : elle permet de contrôler les ombres et de les transformer en créatures magiques ;
- la clé de titan : elle transforme son possesseur en géant ;
- la clé de soins : elle répare les objets et soigne les blessures.

Les clés créées en 1851 par Harland Locke, arrière-petit-fils de Benjamin, :
- la clé animale : elle permet de se transformer en animal ;
- la clé de peau : elle change l'ethnie de son porteur ;
- la boite à musique : elle oblige ceux qui écoutent la musique à obéir au possesseur de la boite ;
- le philosophoscope : il permet de connaître la vérité sur certaines personnes.

Les clés créées en 1914 par Chamberlin Morse Walton Locke, neveu d'Harland, :
- la clé des chaînes et la grande serrure : elles protègent les catacombes de Keyhouse avec des chaînes animées ;
- la clé des anges : elle donne des ailes d'ange ;
- la clé du temps : elle permet de revoir un moment passé de Keyhouse.

La clé créée en 1942 par Hannes Riffel, grand amour de Jean Thompson Locke, fille de Chamberlin, :
- la clé Hercule : elle confère une force considérable.

La clé créée en 2012 par Tyler Locke, arrière-petit-fils de Jean Locke, :
- la clé alpha : elle retire la créature d'une personne possédée.

### Chronologie
Les six premiers albums Bienvenue à Lovecraft, Casse-tête, La Couronne des ombres, Les Clés du royaume, Rouages et Alpha et Oméga ainsi que les histoires courtes Du travail de pro et Petit coin se déroulent à l'époque contemporaine entre l'été 2011 et l'été 2012. Joe Hill la situe au « crépuscule de l'administration Obama ». Elles mettent en scène la fratrie Tyler, Kinsey et Bode Locke ainsi que leur mère Nina et leur oncle Duncan. Les autres histoires se situent au début du XXe siècle, entre 1910 et 1928 et présentent les aventures de Chamberlin, de sa femme Fiona et de leurs quatre enfants : Mary, Jonathan, Ian et Jean. Modèle réduit est daté de 1910, Décrocher la Lune et La Musique adoucit les mœurs de 1912, En pâles bataillons de 1915, Train d'enfer de 1927 et Grindhouse et Une vie de chien de 1928.

## Historique

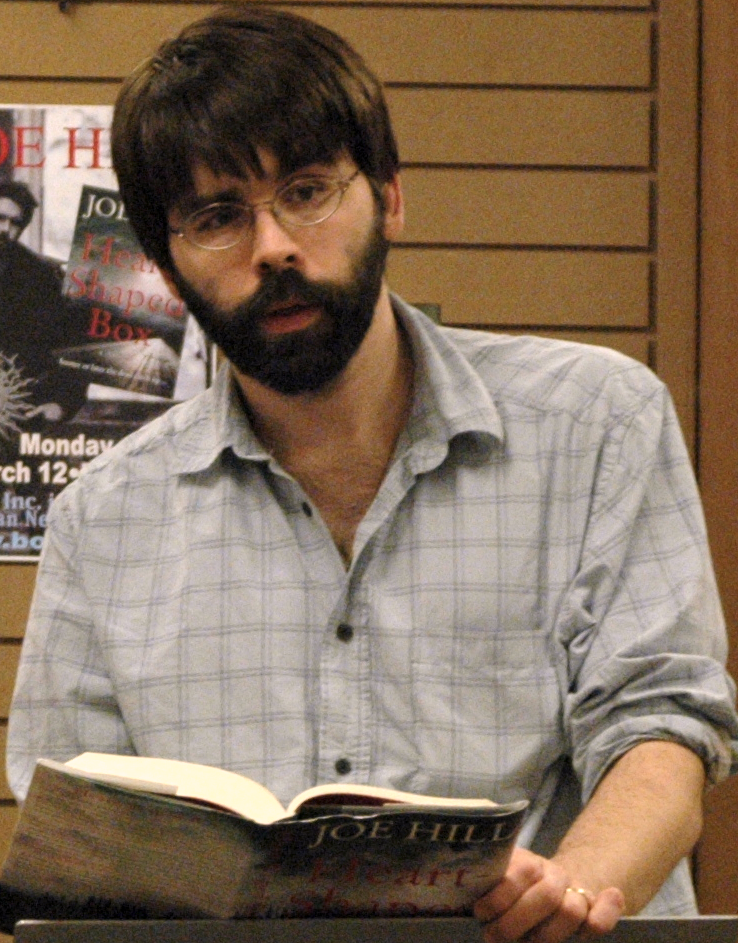
Joe Hill en 2007.

Début 2004, l'apprenti romancier Joe Hill parvient à vendre à Marvel un scénario pour la série de bande dessinée Spider-Man,,,. Grand amateur du genre horrifique et plus particulièrement des bandes dessinées d'horreur, il puise son inspiration dans Sandman, Swamp Thing ou Arkham Asylum,. Hill entame alors la création d'une histoire originale. L'idée de base lui vient du roman jeunesse La Pendule d'Halloween (1973) de John Bellairs qui raconte l'histoire d'une vieille maison hantée par une pendule. Hill imagine l'histoire d'une famille emménageant dans une ancienne demeure. L'un des enfants y trouve une vieille clé qui ouvre une porte qui permet de dissocier l'âme du corps. Une porte fantôme. De cette idée, il réfléchit à la création du reste du trousseau. Il pense alors à une clé capable de déplacer une personne à l'autre bout de la ville. Puis il imagine une clé qui permet de se débarrasser de ses peurs et une autre qui ouvre vers un univers maléfique. Joe Hill rédige ensuite un synopsis qu'il envoie aux éditeurs Marvel et DC, mais ceux-ci le refusent. L'auteur passe à d'autres projets,.
En octobre 2005, Hill parvient à faire éditer le recueil de nouvelles Fantômes - Histoires troubles. L'année suivante, en 2006, il est contacté par Ted Adams et Chris Ryall d'IDW en vue d'adapter l'une de ses nouvelles, Pop Art, en bande dessinée. Considérant cette nouvelle comme étant sa meilleure, Joe Hill refuse de la céder. Il décline donc l'offre, mais leur propose en échange de lire le synopsis de ce qui deviendra Locke and Key. Il leur précise également qu'il a déjà toute l'histoire en tête et qu'il ne faudrait que six mois et six numéros pour la boucler,,.
Convaincus par l'histoire, les deux éditeurs présentent à Hill les travaux de plusieurs dessinateurs pour qu'il détermine celui qui conviendra le mieux au projet. De tous, c'est le chilien Gabriel Rodriguez qui l'enthousiasme le plus. Il trouve que « les yeux brillants de ses personnages expriment à merveille ce qu'ils ressentent »,,. Rodriguez vient alors de finir l'adaptation en bande dessinée du roman horrifique Secret Show de Clive Barker. L'encrage et la colorisation de la bande dessinée sont confiés à Jay Fotos, connu alors pour son travail sur Spawn et sur 30 Jours de nuit. Son encrage est très apprécié par Rodriguez. Il déclare d'ailleurs qu'il a des « frissons de voir son travail à travers les yeux d’autres artistes ». Pour lui, Fotos « est l’un des rares artistes qui peut donner, par la couleur, de l'émotion et la météo ». Chris Ryall se charge de superviser l'édition pour IDW.
En 2007, Rodriguez s'inspire des descriptions d'Hill et de références photographiques pour créer la ville de Lovecraft. Bien que la ville soit entièrement fictive, son urbanisme s'appuie sur plusieurs villes côtières du Massachusetts et plus particulièrement de Nahant. La grotte des Noyés emprunte par exemple son décor à un site réel : la Swallow Cave, une caverne de Nahant. Hill et Rodriguez élaborent ensemble les concepts, intrigues, personnages et thématiques de la série. Joe Hill indique avoir « appris autant sur les personnages en les imaginant qu’en regardant Gabriel les dessiner ». 
Hill décide d’appeler la famille de son histoire Locke, un nom de famille anglo-saxon bien réel issu du vieil anglais Loc et qui veut dire serrure. Rodriguez étant un ancien architecte, il construit en trois dimensions un modèle de Keyhouse, la maison des Locke. Cela lui permet de réaliser ensuite plus facilement des illustrations de la demeure.
La série débute sa publication en 2008 avec la sortie du premier fascicule de Locke and Key : Bienvenue à Lovecraft. Il est suivi de 36 numéros supplémentaires. Le tout est ensuite rassemblé en six recueils.
Lors du processus de création de la série, Hill et Rodriguez évoquent, à demi sérieusement, une incursion entre Locke & Key et un autre univers de fiction dans la grande tradition des bandes dessinées américaines comme JLA/Avengers (2003-2004), Star Trek : La Nouvelle Génération/Doctor Who (2012-2013) et Archie vs. Predator (2015). En 2011, les deux auteurs livrent l'histoire Décrocher la lune sur les ancêtres de la fratrie Locke vivant au début du XXe siècle. Ils complètent les années suivantes ce récit par d'autres dans l'objectif de construire un album autour de cette famille.
Comme la dernière histoire de ce recueil se passe en enfer, les deux auteurs repensent à la version de ce lieu décrite dans la bande dessinée Sandman de Neil Gaiman. Il s'agit d'une œuvre qu'ils apprécient tous deux. Pour Hill, Gaiman est « à la fois un mentor et un ami ». Le scénariste repense alors au fait qu'un des arcs narratifs de Sandman tourne autour de la clé de l'Enfer qui donne à son propriétaire les pleins pouvoirs sur le monde souterrain. Cette clé ne pourrait-elle pas être faite du même métal chantant que les clés de Lovecraft ? Joe Hill contacte l'auteur Neil Gaiman et obtient son accord. L'éditeur IDW communique sur le réseau social Twitter l'information en février 2020,. Initialement prévue pour octobre 2020, la dernière histoire est reportée à cause de la pandémie de Covid-19. Elle est finalement éditée en 2021 et le recueil arrive en avril 2022.
Joe Hill souhaite revenir par la suite dans l'univers Locke and Key en racontant notamment une histoire se déroulant durant la guerre d'indépendance des États-Unis et une autre durant la Seconde Guerre mondiale,,.

## Analyse

### Bande dessinée d'horreur
L’idée principale de cette bande dessinée d'horreur est de mettre en scène des clés et des serrures qui modifient le réel. Cela permet à Joe Hill d'établir un monde situé entre celui des contes de fées et celui du suspense horrifique. Le sanguinolent, ici, sert avant tout à offrir une bande dessinée unique en son genre mélangeant le roman gothique, le mélodrame et la fantaisie sombre.
Locke and Key comprend plusieurs marqueurs des divers sous-genres de l'horreur. Il y a des tueurs en série, une maison hantée, des possessions et des métamorphes. La maison hantée devient ici une véritable boîte de Pandore. Grâce aux clés, les personnages peuvent se transformer en animaux, changer leur sexe, modifier leur ethnie, leur taille et même échanger leur corps. Le début de la série s'ouvre par une intrusion de domicile et un meurtre à la façon des slashers. Initié par le film Halloween (1978) de John Carpenter, le slasher est la catégorie horrifique la plus en vogue dans les années 1980. Toujours dans le premier chapitre, Nina Locke tue son agresseur après lui avoir subtilisé son arme. C'est ici un renvoi au sous-genre « viol et vengeance ». Les vêtements déchirés et le corps écorché de Nina rappellent l'affiche de Œil pour œil (1978). Plus loin dans la série, au sixième chapitre du quatrième tome, Kinsey tue Dodge en le frappant au visage avec un patin à glace comme dans Black Christmas (1974) ou dans Halloween, 20 ans après (1998).
L'atmosphère anormale du récit est notamment soulignée par la répétition de longues cases latérales tout au long de la série,. Cela permet de rendre statique le lieu de l'action pour mieux figurer le temps qui s'écoule. Le dessinateur Gabriel Rodriguez l'utilise pour appuyer la mort ou la tristesse. Dans le premier chapitre du premier tome, c'est lors des funérailles qu'est utilisé ce procédé alors que divers membres de la famille viennent réconforter Tyler. Plus loin au troisième chapitre du même tome, il utilise ce procédé sur une double page au moment où Bode montre les pouvoirs de la clé fantôme à Kinsey.
Plusieurs éléments clés de l'intrigue sont aussi liés à l'abîme. Au début, Bode libère Dodge d'un puits. Il en sort à la manière du fantôme dans le film Ring (1998). Le combat final, lui, se déroule dans la grotte des Noyés. L'abîme est un lieu qui inspire l'anxiété, la terreur et la crainte. Il est aussi un lieu de transgression. Il est à la fois source d'attraction et de répulsion pour les personnages. L'abîme est pour une société patriarcale une représentation de la matrice de Gaïa, la déesse-mère archaïque. Celle qui engendre les monstres dans l'ombre.
Bienvenue à Lovecraft reprend des motifs du cinéma d'horreur comme l'utilisation importante du noir pour figurer multiples zones obscures que des films comme La Nuit des morts-vivants (1968) et Les Oiseaux (1963) ont popularisées. Dans le premier chapitre, le noir est utilisé pour accentuer l'effet « stroboscopique » des coups de feu de Sam Lesser. Au cinquième chapitre, l'effet est également utilisé lors d'une visite nocturne de Bode à Dodge quand le garçon allume et éteint machinalement sa lampe torche. La violation de domicile, autre motif horrifique, est convoquée dès l'ouverture de l'album. L'intrusion de Sam Lesser chez les Locke fait penser aux films Les Chiens de paille (1971) et Terreur sur la ligne (1979).

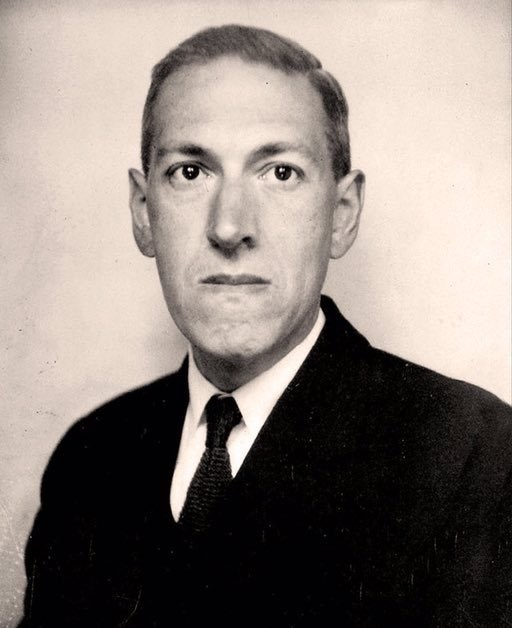
L'auteur H. P. Lovecraft en 1934.

Le nom de la ville fictive de l'action, Lovecraft est un clin d’œil à l'univers de l'auteur H. P. Lovecraft,,. L'auteur, par ailleurs, inspire beaucoup Hill et Rodriguez. Les créatures de l'autre monde viennent de la plaine de Leng, un lieu décrit pour la première fois dans la nouvelle Le Molosse (1922). L'une des créatures invoque même le dieu Shub-Niggurath, mentionné dans la nouvelle L'Abomination de Dunwich (1929). 
Le manoir de la famille Locke n'est pas sans rappeler l’archétype de la demeure inquiétante vu dans des films d'horreur comme celui où vivent Nicole Kidman et ses deux enfants dans le film Les Autres (2001) d’Alejandro Amenábar. L'antagoniste Dodge est d'abord représenté comme un fantôme aux traits juvéniles atteint du syndrome de Peter Pan.

### Hommage aux bandes dessinées américaines
Le premier chapitre du quatrième album comporte plusieurs pages réalisées en comic strips qui rendent hommage à Calvin et Hobbes (1985-1995) de Bill Watterson,,, et à Peanuts (1950-2000). Pour Hill, Calvin et Hobbes n'est pas hyperréaliste, mais « de l’art caricatural et fantaisiste » qui par ses personnages rend le récit intensément émouvant. Le quatrième chapitre du même album adopte selon Joe Hill « le style bravache et rugueux des comics de guerre des années 1950 ». Le cinquième chapitre du troisième album est en grande partie composé de pleines pages dépourvues de bulle. Cela renvoie aux récits d'action que Marvel publiait dans les années 1970. L'histoire Décrocher la lune par son côté onirique rappelle Les Cités obscures ou Little Nemo dont Gabriel Rodriguez a travaillé sur une version moderne. L'histoire Grindhouse est un hommage aux polars « pulp » mais aussi au film Shining (1980).

### Principaux thèmes
La relation entre un père et son fils est l'un des thèmes majeurs de Locke and Key, mais la série parle aussi du travail de deuil, de l'égalité sociale, de l'alcoolisme et de la puberté. Le travail de scénariste de Joe Hill est souvent comparé à celui de son célèbre père, l'écrivain Stephen King. La scène d'introduction horrifique du récit se rapproche de la fin du film Shining (1980) de Stanley Kubrick d'après un roman de Stephen King. Pour son scénario, Hill creuse dans la même veine que son père en auscultant les doutes et angoisses des jeunes Locke endeuillés. Cela peut être rapproché du traitement de King des personnages de la nouvelle Le Corps (1982). Les trois protagonistes n’aspirent qu’à retrouver une vie normale, alors que leur entourage ne les voit que comme des victimes d'un fait divers. Le premier chapitre du premier album est raconté par un vieux prof de théâtre qui est veuf. Il se plonge dans ses souvenirs pour une fois encore poser une réflexion sur le deuil. 
Tyler Locke déclare un jour de colère au lycée vouloir la mort de son père. Il n'imagine pas alors que ce souhait entraîne bel et bien la mort de son géniteur. La famille Locke se retrouve dès lors confrontée à la théorie de Sigmund Freud qui dit qu'il faut tuer symboliquement le père pour pouvoir s'affirmer : le fameux complexe d'Œdipe. Tyler, sa sœur Kinsey et son jeune frère Bode doivent précipitamment assumer l’héritage familial et surmonter le décès d’un parent. Tyler marche désormais sur les traces de son père et corrige la grande erreur que ce dernier a commise. Avec cela, il accomplit un rituel de passage à l'âge adulte. La morale de l'histoire est centrée sur l’acceptation : accepter la mort, accepter les autres, accepter ses failles, accepter son corps…
Dans le premier chapitre du sixième album, Joe Hill fait monter sur scène ses protagonistes. À travers l'objectif d'une caméra de documentaire, les héros se livrent à des monologues introspectifs qui les rendent plus attachants. Cela rend leur futur sacrifice encore plus déchirant. Pour Hill, « on ne peut avoir une fin satisfaisante, tendue et effrayante que si on se soucie de nos héros ».

### Références culturelles

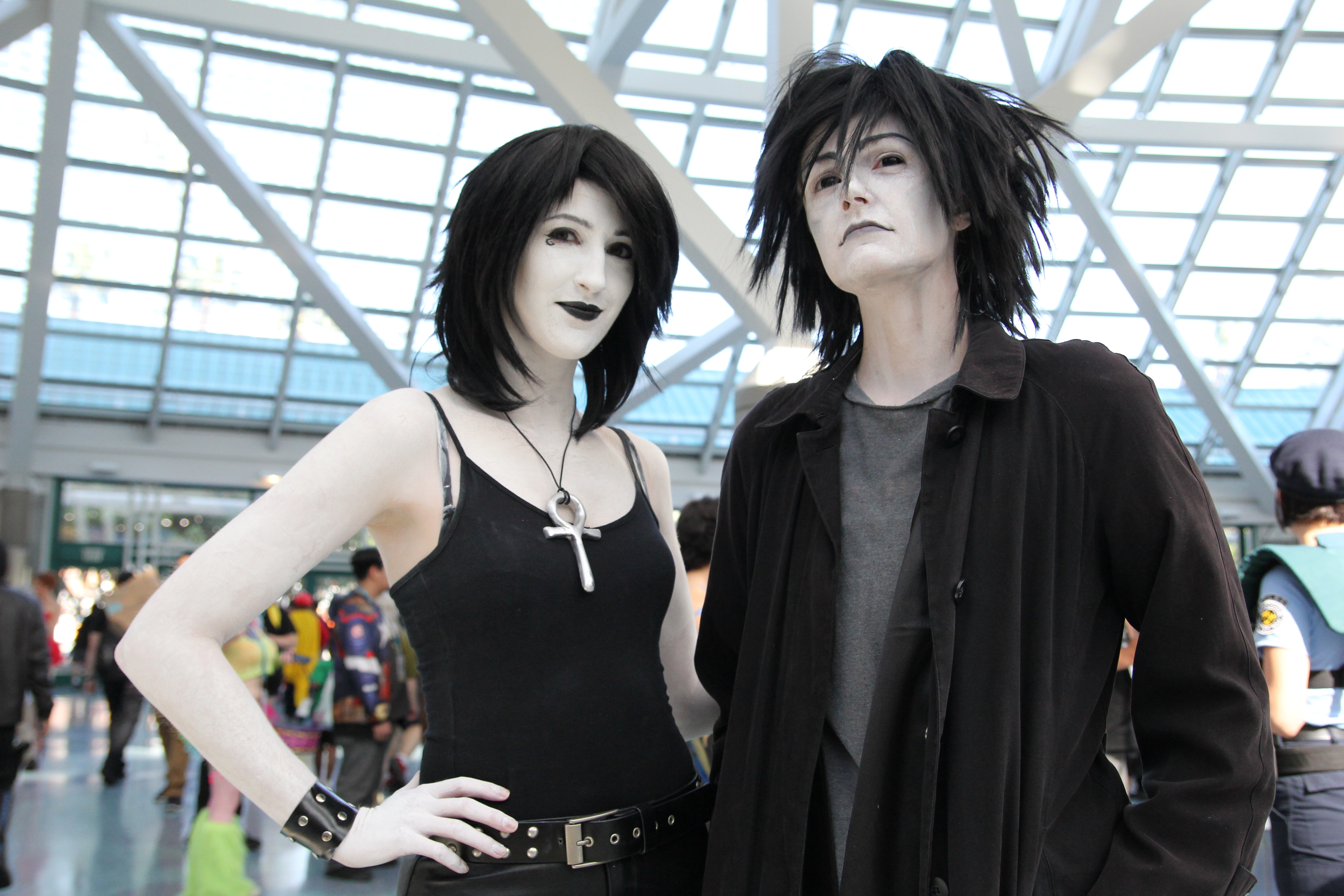
Joe Hill réutilise plusieurs personnages de Sandman comme Death et Dream.

## Adaptations

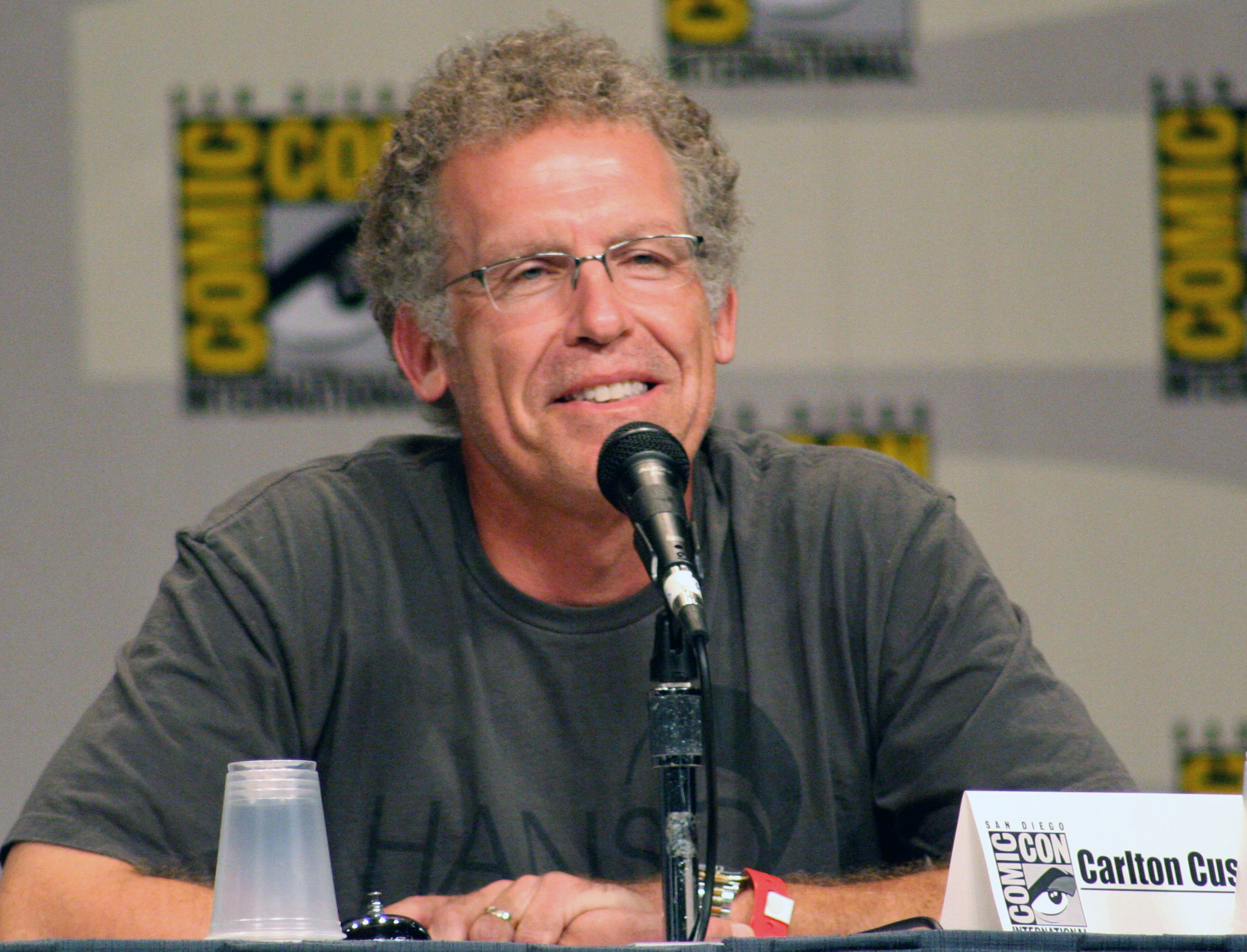
Photographie de 2007 de Carlton Cuse, un des directeurs de la série Locke and Key.